# Specie di Anaphalis
Elenco delle 110 specie di  Anaphalis:

## A
- Anaphalis acutifolia  Hand.-Mazz.
- Anaphalis alpicola Makino
- Anaphalis arfakensis  Mattf.
- Anaphalis aristata  DC.
- Anaphalis aureopunctata  Lingelsh. & Borza

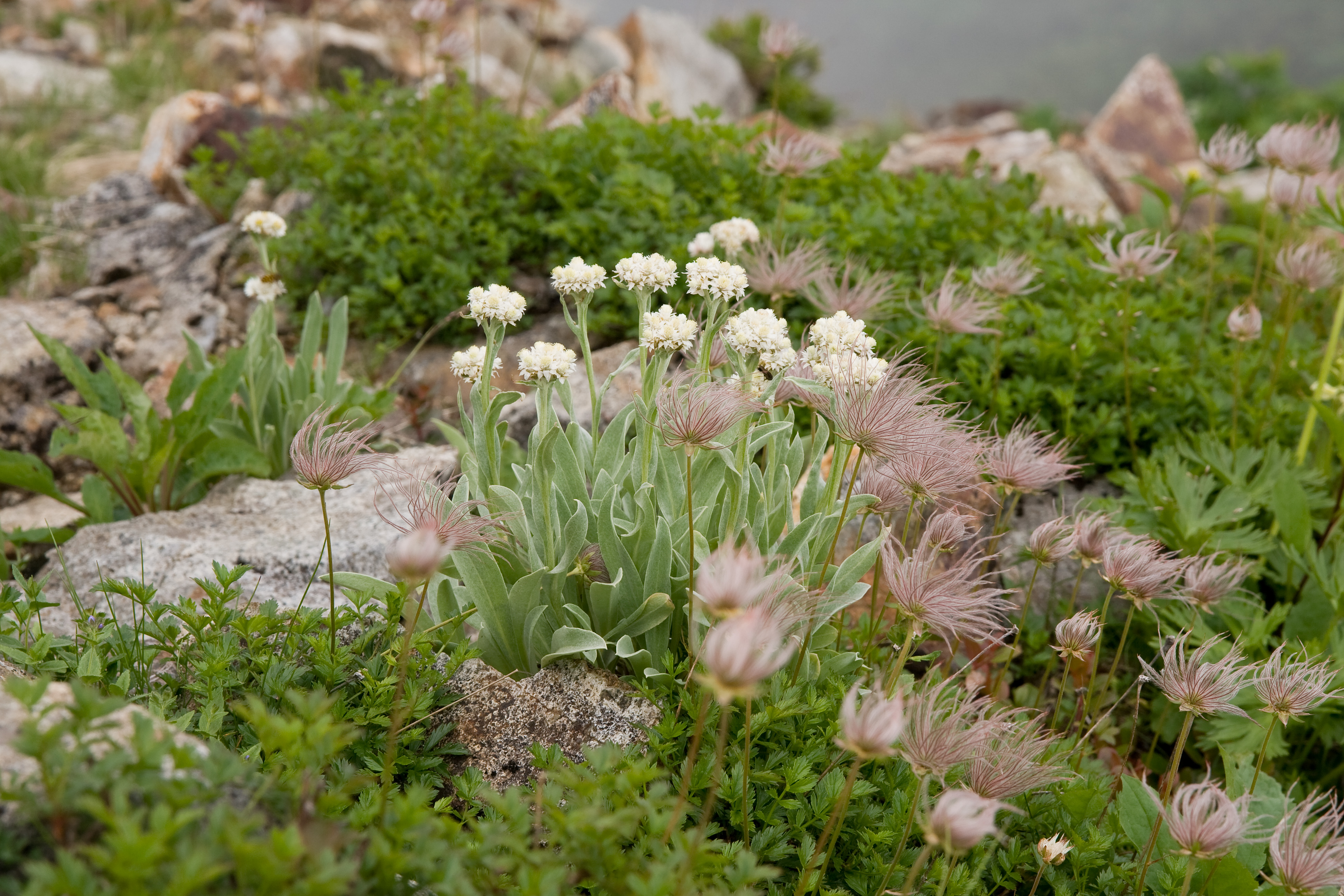
Anaphalis alpicola

## B
- Anaphalis barnesii  C.E.C.Fisch.
- Anaphalis batangensis  Y.L.Chen
- Anaphalis beddomei  Hook.f.
- Anaphalis bicolor  Diels
- Anaphalis boissieri  Georgiadou
- Anaphalis bournei  Fyson
- Anaphalis brevifolia  DC.
- Anaphalis bulleyana  (Jeffrey) C.C.Chang
- Anaphalis busua  (Buch.-Ham.) DC.

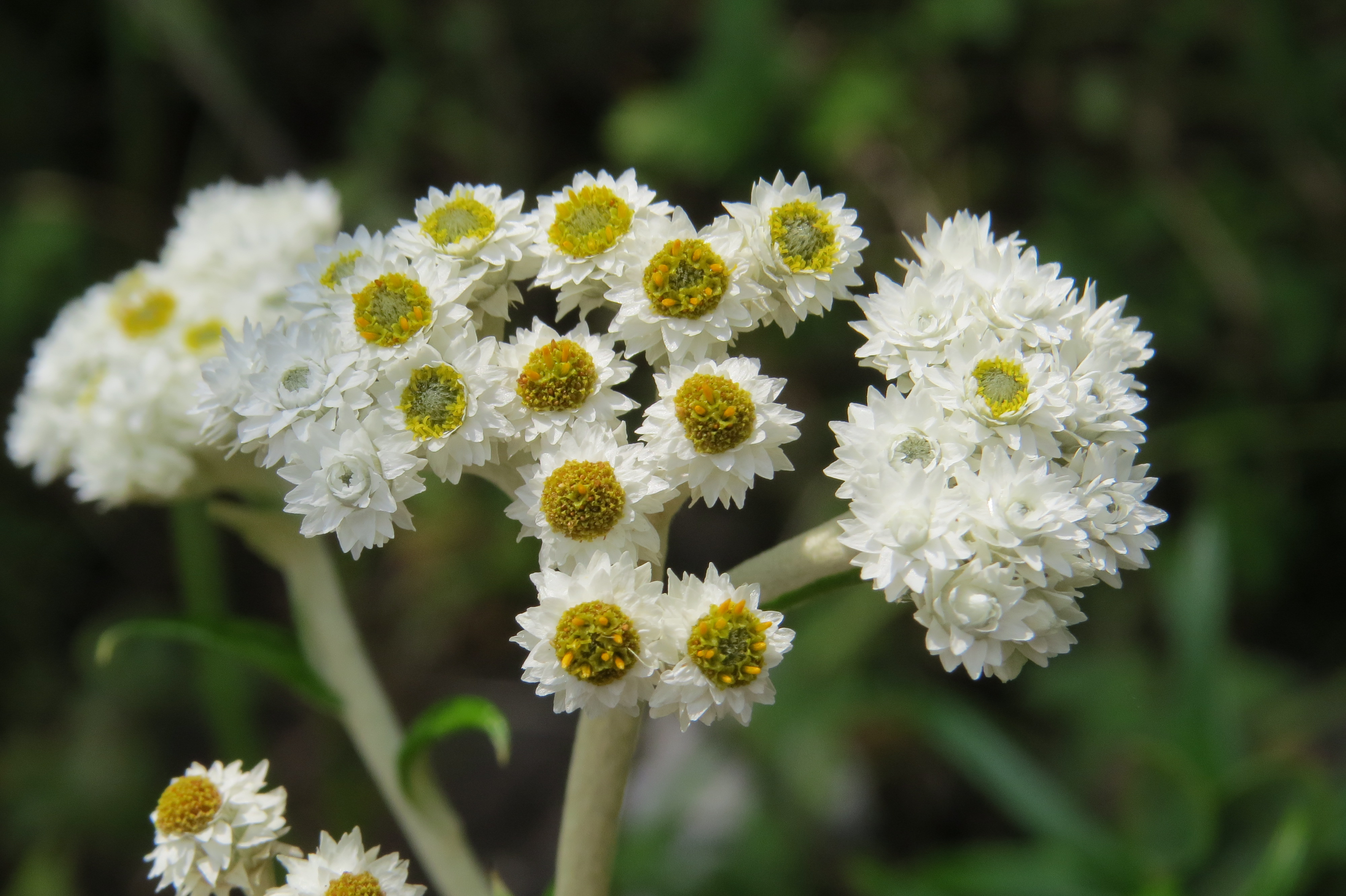
Anaphalis brevifolia

## C
- Anaphalis candollei  Georgiadou
- Anaphalis cavei  Chatterjee
- Anaphalis chilensis  Reiche
- Anaphalis chitralensis  Qaiser & Abid
- Anaphalis chlamydophylla  Diels
- Anaphalis chungtienensis  F.H.Chen
- Anaphalis cinerascens  Y.Ling & W.Wang
- Anaphalis contorta  (D.Don) Hook.f.
- Anaphalis contortiformis  Hand.-Mazz.
- Anaphalis cooperi  Grierson & Spring.
- Anaphalis corymbifera  C.C.Chang

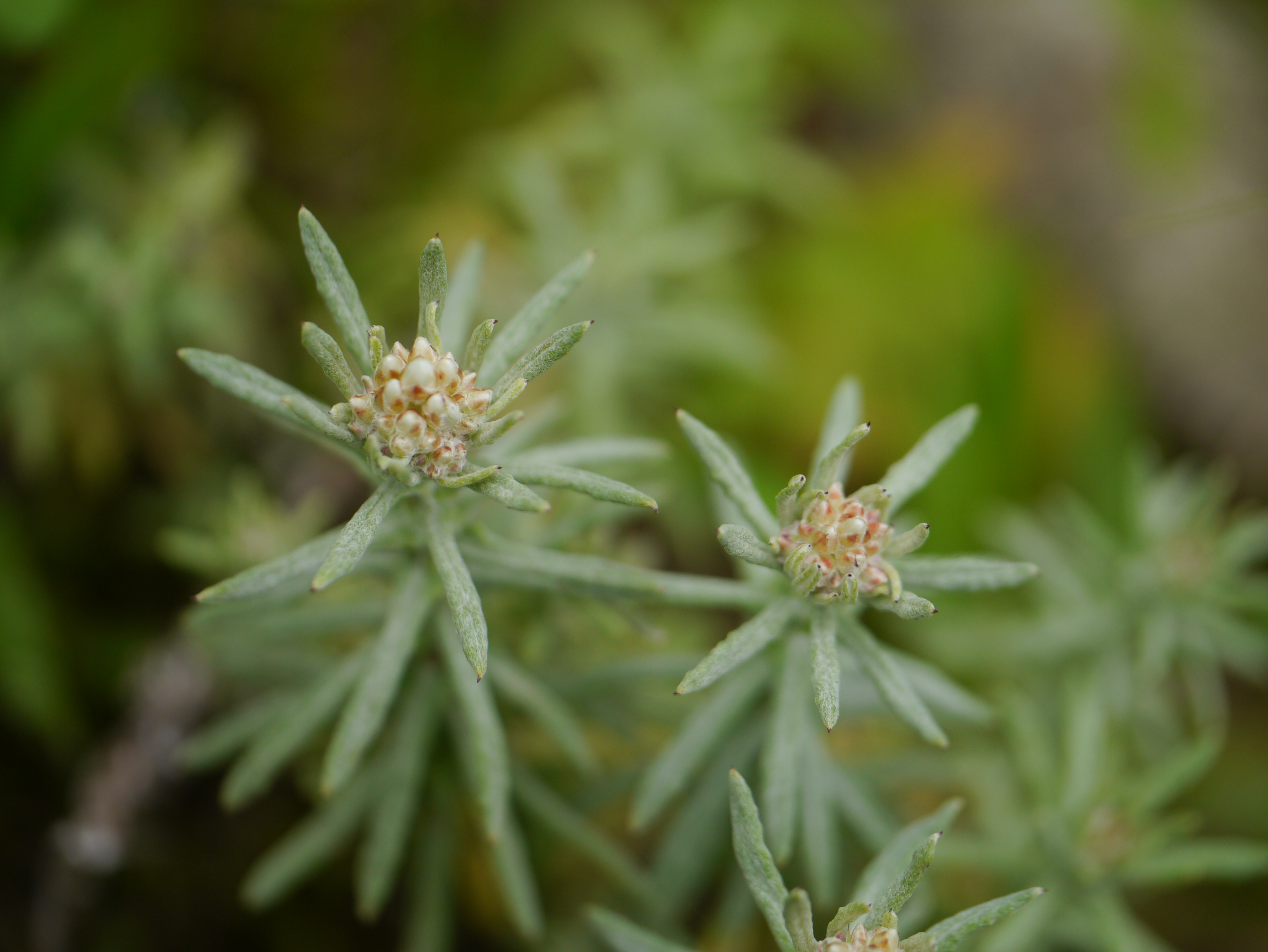
Anaphalis contorta

## D
- Anaphalis darvasica  Boriss.
- Anaphalis delavayi  (Franch.) Diels
- Anaphalis depauperata  Boriss.
- Anaphalis deserti  J.R.Drumm.

## E
- Anaphalis elegans  Y.Ling
- Anaphalis elliptica  DC.

## F
- Anaphalis flaccida  Y.Ling
- Anaphalis flavescens  Hand.-Mazz.
- Anaphalis fruticosa  Hook.f.

## G
- Anaphalis garanica  Boriss.
- Anaphalis gracilis  Hand.-Mazz.
- Anaphalis griffithii  Hook.f.

## H
- Anaphalis hancockii  Maxim.
- Anaphalis hellwigii  Warb.
- Anaphalis himachalensis  Aswal & Goel
- Anaphalis hondae  Kitam.
- Anaphalis hookeri  C.B.Clarke
- Anaphalis horaimontana  Masam.
- Anaphalis hymenolepis  Y.Ling

## J
- Anaphalis javanica  Sch.Bip.

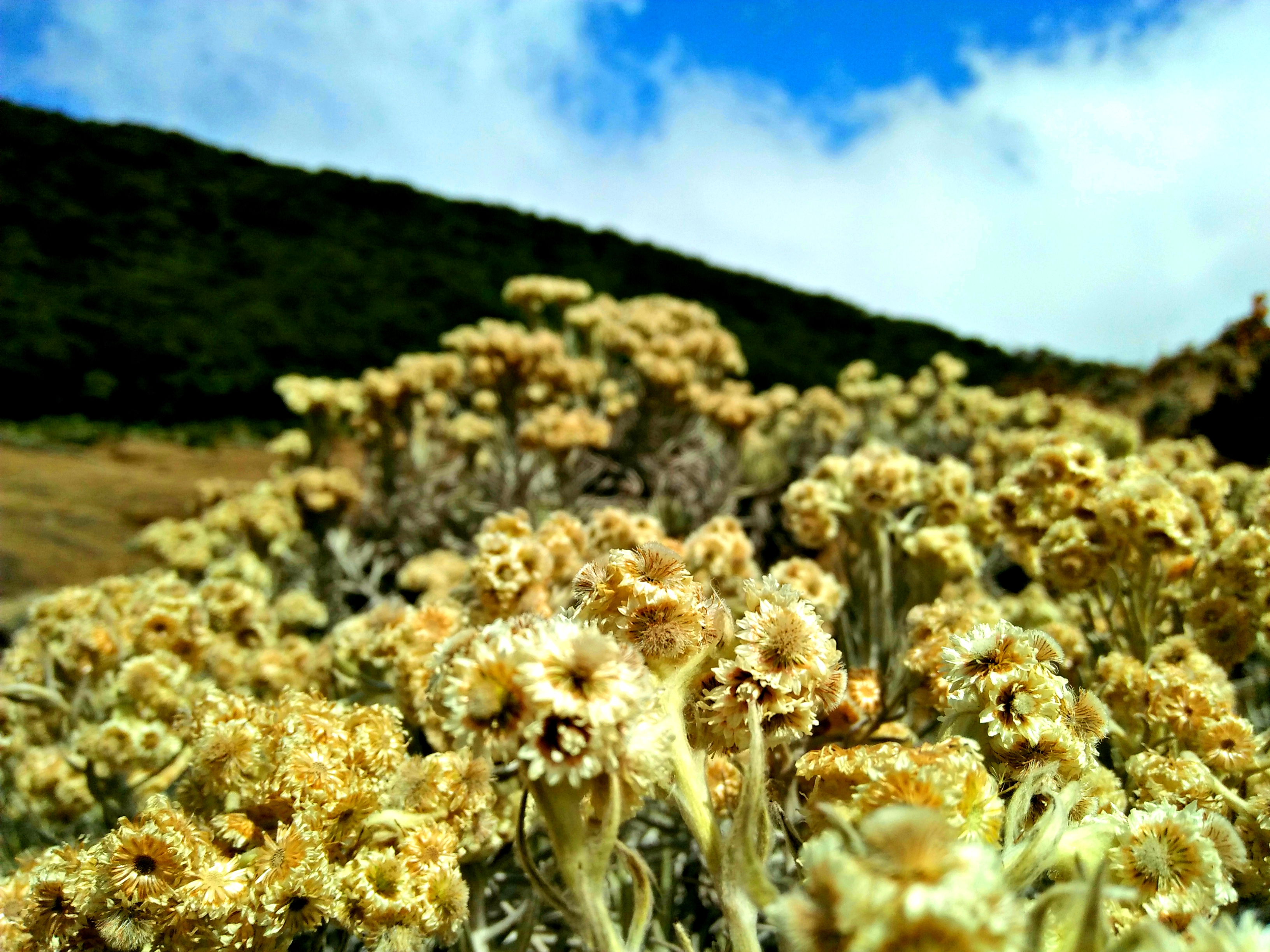
Anaphalis javanica

## K
- Anaphalis kashmiriana  P.C.Pant, R.R.Rao & Arti Garg

## L
- Anaphalis lactea  Maxim.
- Anaphalis larium  Hand.-Mazz.
- Anaphalis latialata  Y.Ling & Y.L.Chen
- Anaphalis latifolia  Kinzik. & Vainberg
- Anaphalis lawii  Gamble
- Anaphalis leptophylla  DC.
- Anaphalis likiangensis  (Franch.) Y.Ling
- Anaphalis longifolia  DC.
- Anaphalis lorentzii  Lauterb.

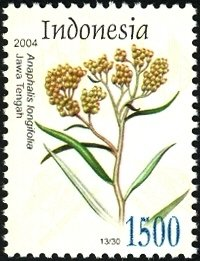
Anaphalis longifolia

## M
- Anaphalis marcescens  (Wight) C.B.Clarke
- Anaphalis margaritacea  (L.) Benth. & Hook.f.
- Anaphalis maxima  (Kuntze) Steenis
- Anaphalis meeboldii  W.W.Sm.
- Anaphalis morrisonicola  Hayata
- Anaphalis muliensis  (Hand.-Mazz.) Hand.-Mazz.

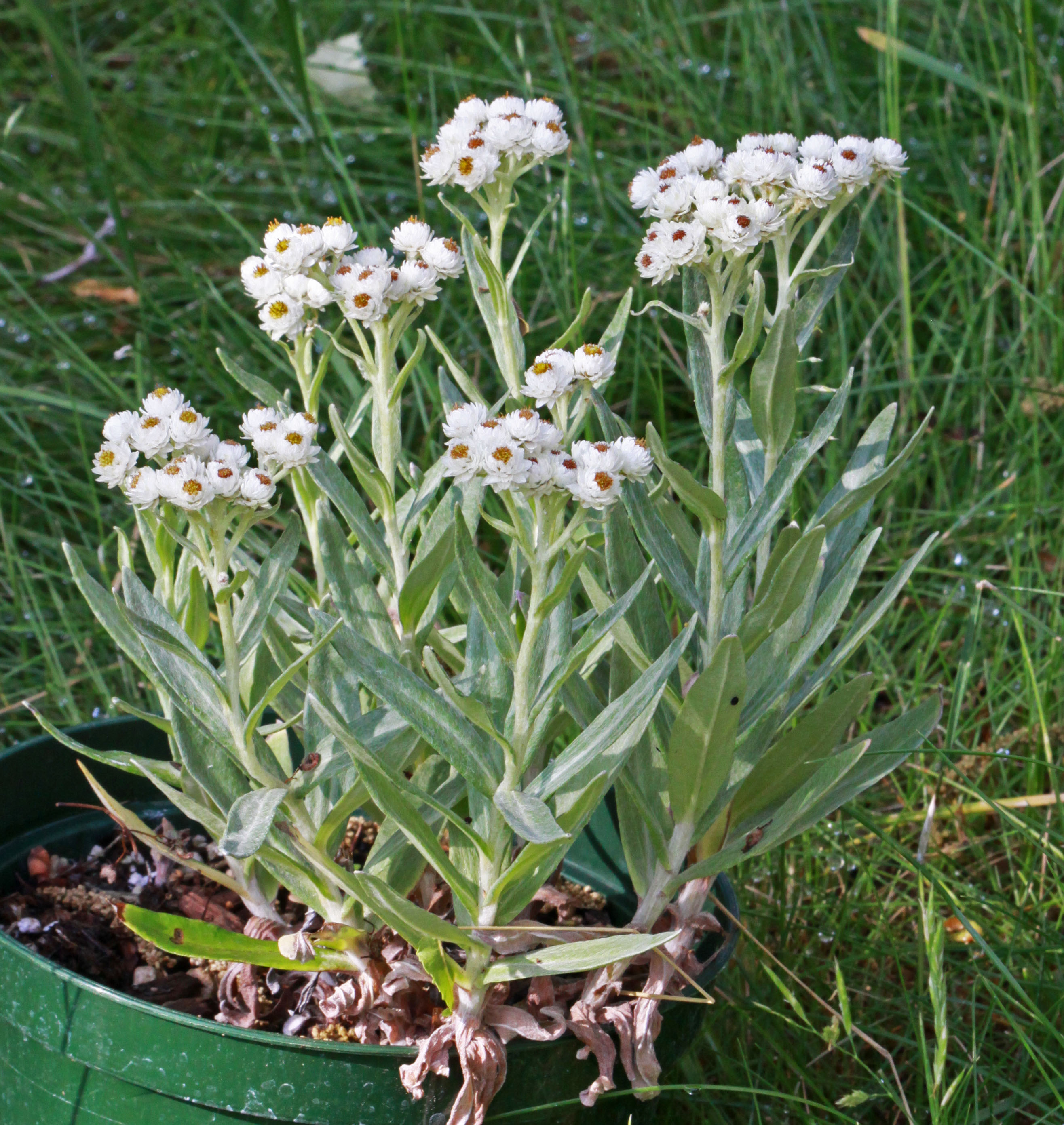
Anaphalis margaritacea

## N
- Anaphalis nagasawae  Hayata
- Anaphalis neelgerryana  DC.
- Anaphalis nepalensis  (Spreng.) Hand.-Mazz.
- Anaphalis notoniana  DC.
- Anaphalis nouhuysii  Lauterb.

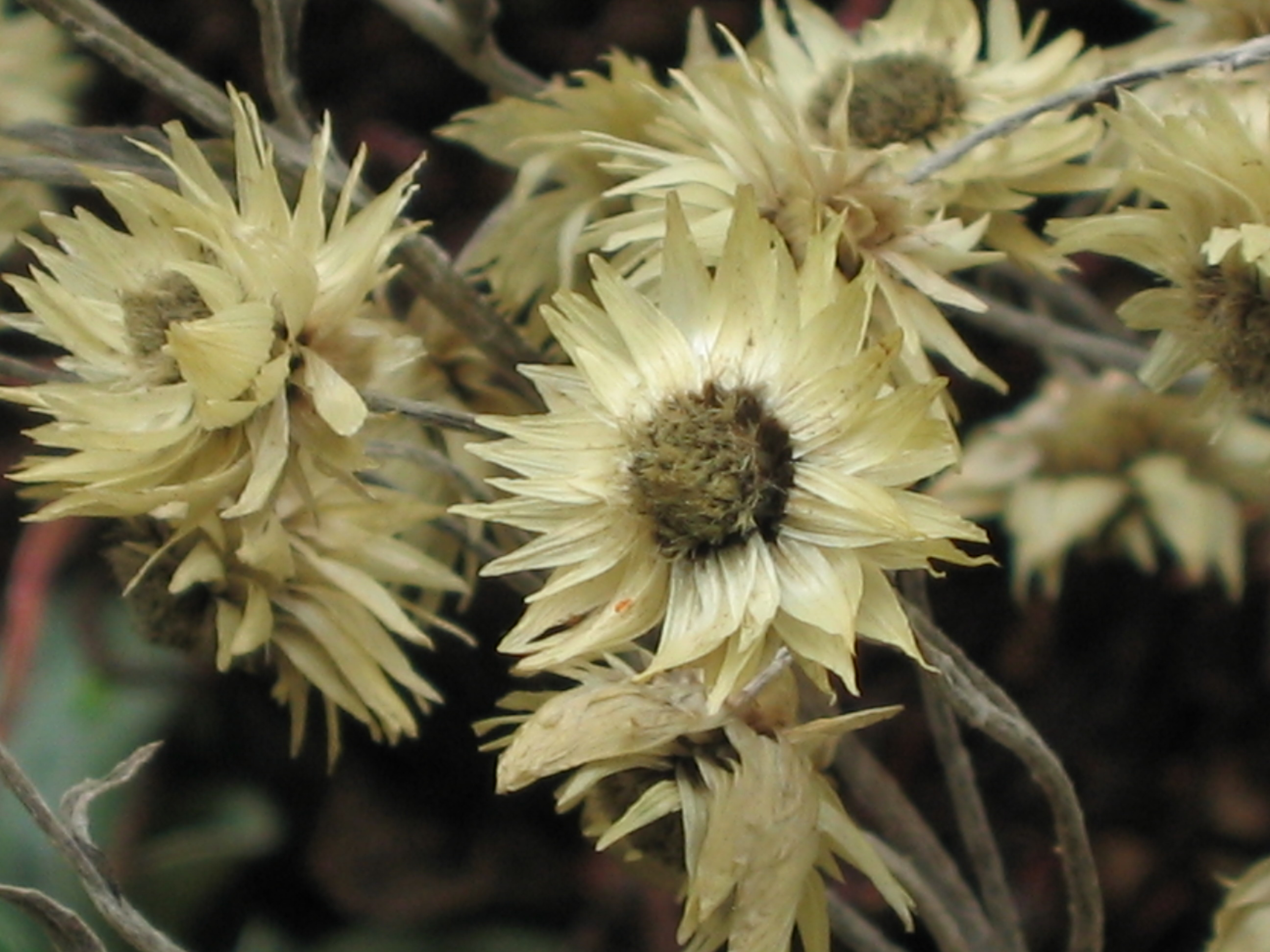
Anaphalis nepalensis

## O
- Anaphalis oblonga  DC.
- Anaphalis oxyphylla  Y.Ling & Shih

## P
- Anaphalis pachylaena  F.H.Chen & Y.Ling
- Anaphalis pannosa  Hand.-Mazz.
- Anaphalis patentifolia  Rech.f.
- Anaphalis pelliculata  Trimen
- Anaphalis plicata  Kitam.
- Anaphalis porphyrolepis  Y.Ling & Y.L.Chen
- Anaphalis pseudocinnamomea  Grierson

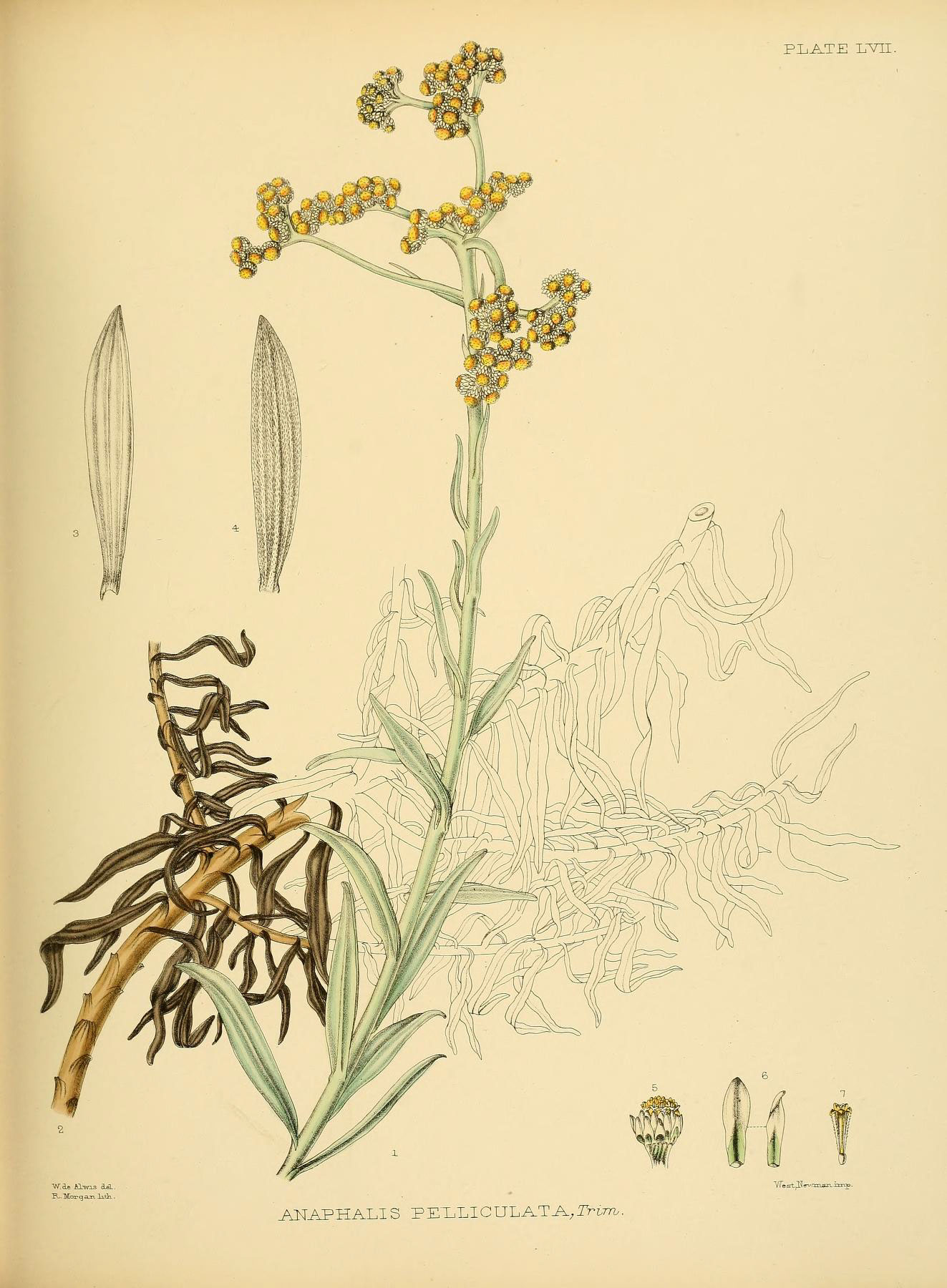
Anaphalis pelliculata

## R
- Anaphalis racemifera  Franch.
- Anaphalis rhododactyla  W.W.Sm.
- Anaphalis roseoalba  Krasch.
- Anaphalis royleana  DC.

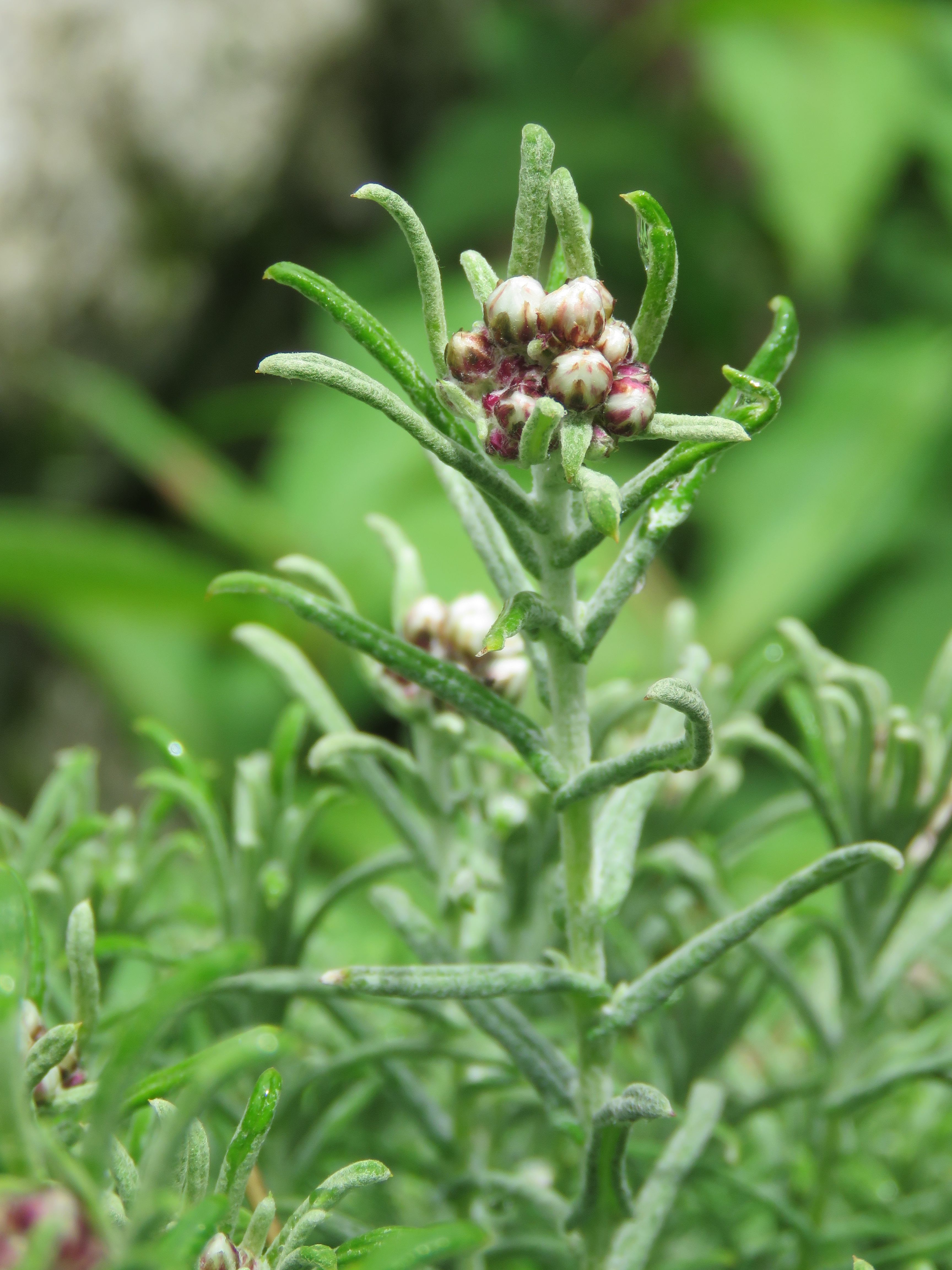
Anaphalis royleana

## S
- Anaphalis sarawschanica  (C.Winkl.) B.Fedtsch.
- Anaphalis saxatilis  Boerl.
- Anaphalis scopulosa  Boriss.
- Anaphalis sinica  Hance
- Anaphalis souliei  Diels
- Anaphalis spodiophylla  Y.Ling & Y.L.Chen
- Anaphalis staintonii  Georgiadou
- Anaphalis stenocephala  Y.Ling & Shih
- Anaphalis subdecurrens  Gamble
- Anaphalis subtilis  Kinzik. & Vainberg
- Anaphalis subumbellata  C.B.Clarke
- Anaphalis suffruticosa  Hand.-Mazz.
- Anaphalis sulphurea  (Trimen) Grierson
- Anaphalis surculosa  (Hand.-Mazz.) Hand.-Mazz.
- Anaphalis szechuanensis  Y.Ling & Y.L.Chen

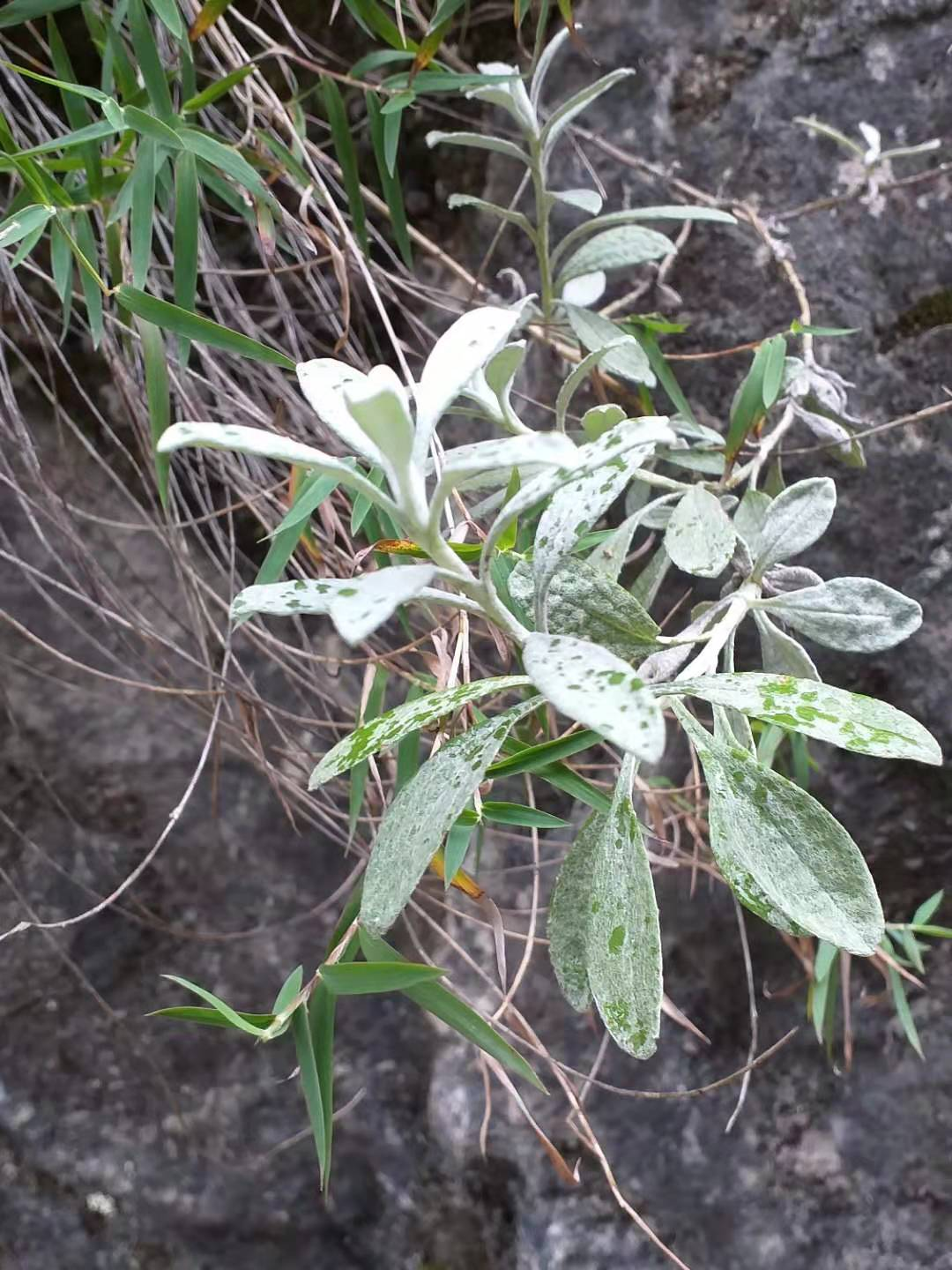
Anaphalis sinica

## T
- Anaphalis tenuicaulis  Boriss.
- Anaphalis thwaitesii  C.B.Clarke
- Anaphalis tibetica  Kitam.
- Anaphalis transnokoensis  Sasaki
- Anaphalis travancorica  W.W.Sm.
- Anaphalis triplinervis  (Sims) C.B.Clarke

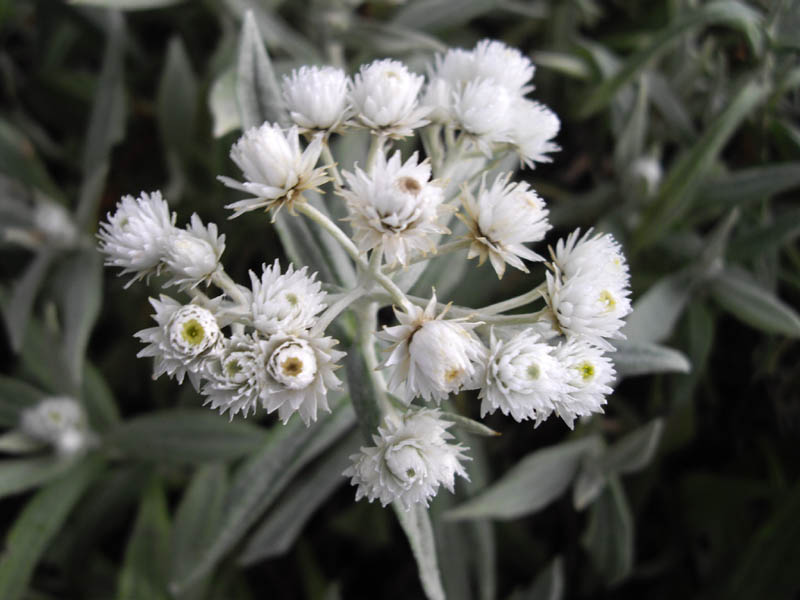
Anaphalis triplinervis

## V
- Anaphalis velutina  Krasch.
- Anaphalis virens  C.C.Chang
- Anaphalis virgata  Thomson ex C.B.Clarke
- Anaphalis viridis  H.A.Cummins
- Anaphalis viscida  DC.

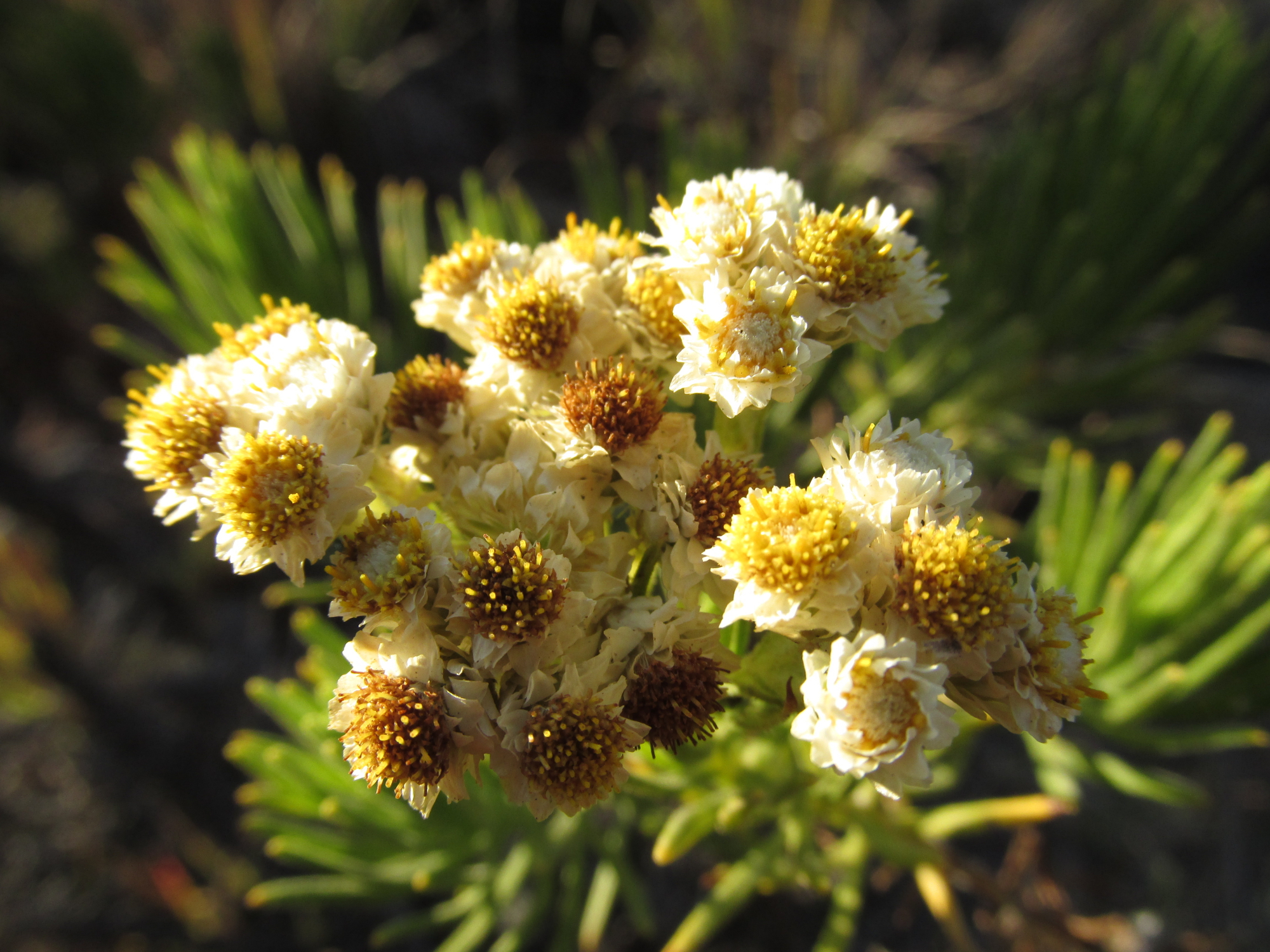
Anaphalis viscida

## W
- Anaphalis wightiana  DC.

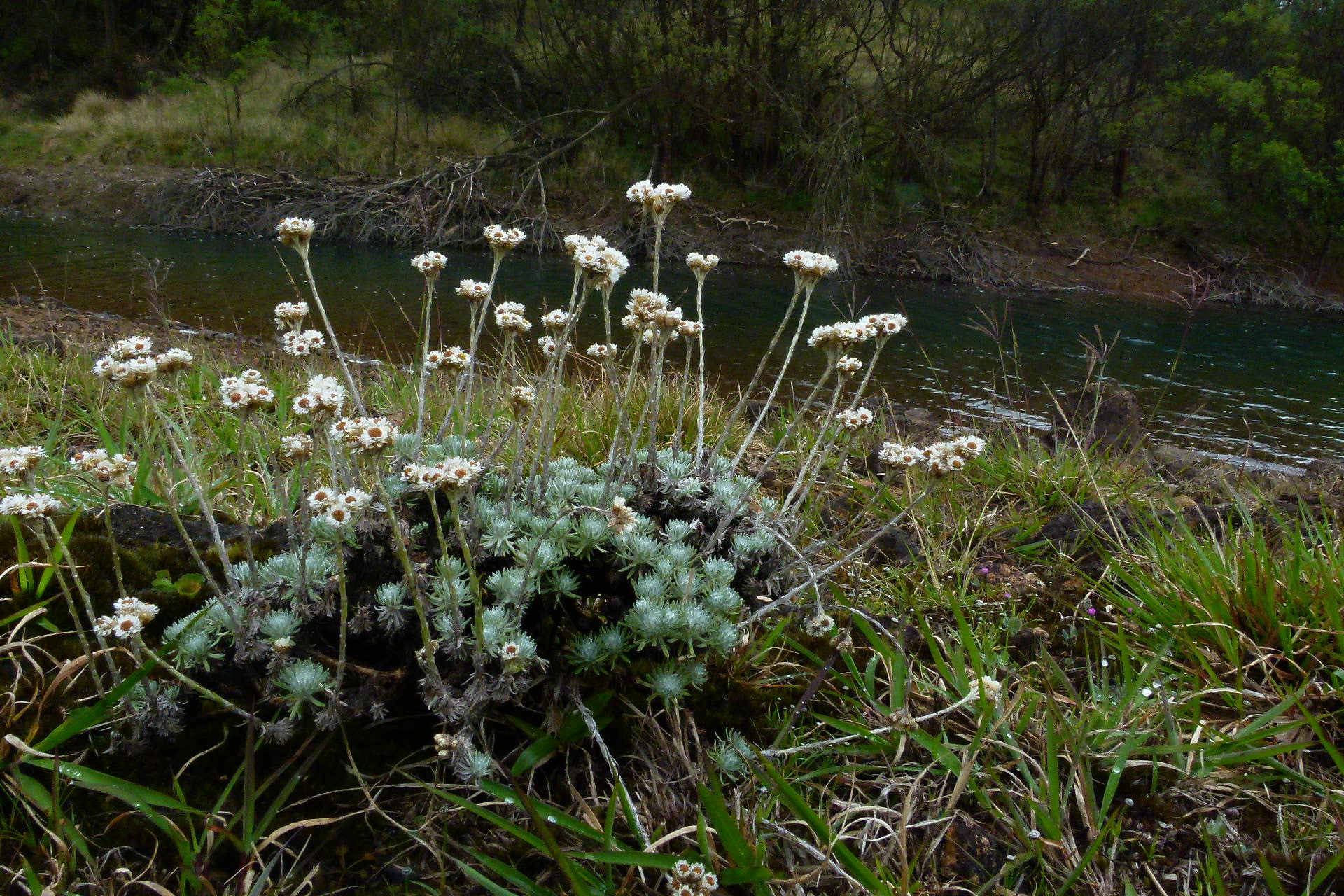
Anaphalis wightiana

## X
- Anaphalis xylorhiza  Sch.Bip. ex Hook.f.

## Y
- Anaphalis yangii  Y.L.Chen & Y.L.Lin
- Anaphalis yunnanensis  (Franch.) Diels

## Z
- Anaphalis zeylanica  C.B.Clarke